# José Mata Castro
José Mata Castro, també Comandante Mata (La Hueria de Carrocera, Astúries, 1 de gener de 1911 - Alèst, 13 de juny de 1989) va ser un minaire i guerriller asturià. És possiblement el més conegut dels guerrillers asturians. Després de participar en la revolució de 1934 i més tard en la guerra civil, una vegada acabada aquesta a Astúries, no va buscar la fugida per Gijón, sinó que amb una bona part dels seus homes es va refugiar a les muntanyes asturianes, passant a formar part de l'elevat nombre de «fugits», «fugaos», «guerrillers» («bandolers», en la terminologia franquista) que van resistir durant onze anys, fins a la seva fugida a França el 1948.

## Biografia
José Mata Castro va néixer a La Llave, La Hueria de Carrocera (Samartín del Rei Aurelio) el 1911. De família de minaires, va treballar des de molt jove a la mina i es va afiliar al Sindicat dels Obrers Miners d'Astúries. Als 16 anys va ingressar en les Joventuts Socialistes i el 1931 en el PSOE. Va participar de forma destacada en la revolució d'octubre de 1934, a la conca del Nalón, primer, en l'assalt de la caserna de la Guàrdia Civil de Sama, i després a Oviedo, enquadrat en el grup que dirigia Manuel Otero. Després de la revolució va ser detingut i va passar 14 mesos a la presó del Coto de Gijón, després d'una condemna inicial de 15 anys, que va ser commutada en triomfar les candidatures del Front Popular a les eleccions de febrer de 1936.
Després de la notícia del cop d'estat del 18 de juliol es va sumar a l'expedició de miners que el mateix 18 de juliol va sortir cap a Madrid, i va tornar-hi a través de Ponferrada, Villablino, Leitariegos, Cangas del Narcea fins a Trubia, on va participar en l'ocupació de la Fàbrica d'Armes. Juntament amb el grup de Manuel Otero va estar lluitant a la zona de Leitariegos, intentant detenir l'avanç de les columnes gallegues per aquest port. Posteriorment, sempre amb Otero, va lluitar en el front d'Oviedo en l'ofensiva d'octubre de 1936. Durant els mesos de novembre i part de desembre de 1936 va estar a l'Acadèmia Militar de Bilbao, d'on va sortir amb el grau de tinent de l'exèrcit republicà. De tornada a Astúries, va lluitar en l'ofensiva republicana de febrer de 1937 sobre Oviedo al costat novament de Manuel Otero, que va morir en un dels combats d'aquesta batalla, i al que va substituir momentàniament en el comandament del batalló. Posteriorment, al març de 1937, va ser encarregat de formar el seu propi batalló, l'Astúries n. 64 o batalló Mata. Des de llavors fins al final de la guerra va romandre entorn del setge d'Oviedo, en el que realitzava contínues accions de fustigació a l'anomenat passadís de Grado.
Quan a l'octubre de 1937 es va produir la caiguda d'Astúries, es va refugiar a les muntanyes amb una bona part dels seus homes. Va ser un dels principals líders entorn del qual va girar l'organització guerrillera socialista, estructurada orgànicament des de 1943 amb la creació del denominat Comitè de Muntanya. Amb el seu suport es va reorganitzar també en el pla la Federació Socialista Asturiana (FSA) el mateix any, i el SOMA al març de 1946. L'1 de maig de 1947 va ser detinguda la pràctica totalitat del Comitè Regional de la FSA pel que els homes del Comitè de Muntanya van haver d'assumir tota la responsabilitat del Partit Socialista a Astúries, formant una nova comissió executiva provincial de la qual Mata en va ser el seu president. Però la situació es va fer insostenible al llarg de 1948, amb una repressió que anava delmant les guerrilles, per la qual cosa des de l'exterior Indalecio Prieto, president del PSOE a l'exili, va preparar un vaixell en què van portar a l'exili el 23 d'octubre de 1948 els últims 29 homes de la guerrilla socialista asturiana amb José Mata al capdavant. Entre ells s'hi trobaven Arístides Llaneza, fill de Manuel Llaneza i Manuel Fernández Peón «Comandante Florez».
A França treballà com a minaire fins a la jubilació alhora que es va integrar en les organitzacions socialistes i fou un membre destacat de la Comissió Socialista Asturiana (CSA). El 1975, en morir el secretari de la CSA, José Barreiro va ocupar la seva vacant. Després de renunciar a integrar-se en la vida política espanyola després de la legalització del PSOE, encara que va realitzar llavors freqüents viatges a Espanya, va morir a Alèst (França) el 1989.